# (2918) Salazar
(2918) Salazar (1980 TU4; 1952 WA; 1968 OW; 1974 QQ3; 1978 GX) ist ein ungefähr 20 Kilometer großer Asteroid des äußeren Hauptgürtels, der am 9. Oktober 1980 von der US-amerikanischen Astronomin Carolyn Shoemaker am Palomar-Observatorium etwa 80 Kilometer nordöstlich von San Diego, Kalifornien (IAU-Code 675) entdeckt wurde. Er gehört zur Themis-Familie, einer Gruppe von Asteroiden, die nach (24) Themis benannt ist.

## Benennung
(2918) Salazar wurde nach Frederick Salazar, dem Schwiegersohn der Entdeckerin Carolyn Shoemaker, benannt.